# Owen (Baden-Württemberg)
Owen è un comune tedesco di 3 490 abitanti, situato nel land del Baden-Württemberg.